# August Petermann
Pour les articles homonymes, voir Petermann.
August Heinrich Petermann, né le 18 avril 1822 à Bleicherode et mort le 25 septembre 1878 à Gotha, est un cartographe et un géographe/océanographe des régions polaires allemand. Il est le premier rédacteur en chef de la revue Petermanns Geographische Mitteilungen (de) (PGM).

## Biographie
Le père de Petermann, August Rudolf Petermann, greffier à Bleicherode, n'avait pas les moyens de financer la formation de son fils. Lorsqu'il lit l'annonce du lancement d'une Geographische Kunstschule' (Ecole d'art géographique) en1839 à Potsdam par Heinrich Berghaus, il a envoyé les cartes et autres travaux de son fils pour qu'ils soient évalués. L'une des cartes, dessinée à l'âge de 16 ans, montre l'Amérique du Sud et sera publiée plus tard dans la revue qui portera son nom. Berghaus reconnaît la qualité du travail de Petermann, et donc son potentiel, et l'accueille bientôt comme fils adoptif. Cependant, comme Berghaus avait déjà une famille nombreuse à nourrir, il demanda au roi une subvention annuelle de 60 thalers pour soutenir Petermann, ce qui lui fut accordé. Lors du troisième cours, Berghaus traite son neveu Hermann Berghaus de la même manière.
Bien que l'école elle-même ne compte que peu d'étudiants, sa résidence à Potsdam, reliée par chemin de fer à Berlin, et la renommée de Berghaus attirent de nombreux géographes (par exemple Alexander von Humboldt, Carl Ritter et Johann August Zeune), cartographes et explorateurs. Petermann dessine plusieurs cartes pour son Atlas de l'Asie, sur lesquelles le rendu des chaînes de montagnes asiatiques est d'une qualité correspondant à la vision des sciences géographiques de l'époque. Pendant et après leur formation, les élèves étaient tenus de participer à la plupart des activités de l'école. Dans les années 1839-1848, l'école a produit des cartes pour l'Atlas pratique de Stieler et le Physikalischer Atlas de Berghaus, des atlas scolaires, l'Atlas de l'Asie, l'atlas prussien et l'atlas maritime.

Carte de la Chine et du Japon, faisant partie de lAtlas von Asien, publié en 1832 par Heinrich Berghaus et Justus Perthes.

Après la visite à Gotha en 1842, Alexander Keith Johnson (1804-1871) réussit à publier les cartes de Berghaus à Édimbourg et accueille d'abord Heinrich Lange (1844) et ensuite Petermann (1845) à Édimbourg. En 1847, il s'installe à Londres, où il crée sa propre entreprise, la Geographical Establishment, Engraving, Lithographic and Printing Office, située 9 Charing Cross. En 1854, il publie le récit de l'expédition africaine d'Heinrich Barth avec une des meilleures cartes de l'époque.
En 1854, il rejoint Perthes de l'Institut Justus Perthes de Gotha (1854), a commencé le magazine de Géographie qui portera plus tard son nom (1855), avec la promesse qu'il n'y aurait jamais un numéro sans carte jointe. On lui doit la 4ème, 5ème et 6ème édition de l'Atlas pratique de Stieler.
Grâce à son séjour à Londres, il est en contact étroit avec des explorateurs allemands et étrangers qui lui confient leurs journaux, de sorte que PGM est généralement l'un des premiers à publier de nouvelles découvertes. Petermann reste célèbre dans l'histoire de l'exploration polaire pour avoir soutenu l’existence d'une mer libre du pôle, qui fut à l'origine de nombre d'expéditions dans l'Arctique.
Dépressif, il se suicide le 25 septembre 1878 à Gotha.